# Займан, Джон
Джон Майкл Займан (англ. John Michael Ziman; 16 мая 1925, Кембридж — 2 января 2005, Эйлсбери, Юго-Восточная Англия) — новозеландский и британский физик, который работал в области физики конденсированного состояния.

## Биография
Займан родился в Кембридже (Англия) в 1925 году. Семья эмигрировала в Новую Зеландию, когда Займан был младенцем. Учился в Университете Виктории в Веллингтоне. Получил докторскую степень по физике в Баллиол-колледже в Оксфорде, стал преподавателем физики в Кембридже. В то же время он вёл фундаментальные исследования теории жидких металлов, в результате чего он опубликовал книги: «Электроны и фононы» (1960), «Электроны в металлах» (1963) и «Принципы теории твёрдого тела» (1965).
В 1964 году он стал профессором теоретической физики в Бристольском университете, где написал свои «Элементы продвинутой квантовой теории» (1969).
В 1967 году был избран членом Королевского общества.
В этот период его интересы сместились в сторону философии науки. Во многочисленных эссе и книгах он писал о социальном измерении науки и социальной ответственности ученых.
Позже он сотрудничал с Полом Сигхартом и Джоном Хамфри над книгой «Мир науки и верховенство закона» (англ. The World of Science and the Rule of Law, 1986). Основная тема книги — нарушения прав человека в коммунистических и демократических странах.
Был женат дважды, первый раз — на Розмари Диксон в 1951 году, до её смерти в 2001 году. Его вторая жена и коллега, Джоан Соломон, пережила его, как и трое из четверых его детей.

## Публикации
- Ziman J. Electrons and phonons: The theory of transport phenomena in solids. — Clarendon Press, 1960.
  - Займан Дж. Электроны и фононы: Теория явлений переноса в твердых телах. — М.: Издательство иностранной литературы, 1962.
- Ziman J. Electrons in metals: A short guide to the Fermi surface. — Taylor & Francis, 1963.
- Ziman J. Principles of the Theory of Solids. — Cambridge University Press, 1964.
  - Займан Дж. Принципы теории твердого тела. — М.: Мир, 1966 (1-е изд.), 1974 (2-е изд.).
- Rose J., Ziman J. Camford Observed: An Investigation of the Ancient English Universities in the Modern World. — Victor Gollancz, 1964.
- Ziman J. Public Knowledge: Essay Concerning the Social Dimension of Science. — Cambridge University Press, 1968.
- Ziman J. Elements Of Advanced Quantum Theory. — Cambridge University Press, 1969.
  - Займан Дж. Современная квантовая теория. — М.: Мир, 1971.
- Ziman J. The Calculation of Bloch Functions. — Academic Press, 1971.
  - Займан Дж. Вычисление блоховских функций. — М.: Мир, 1973.
- Ziman J. The Force of Knowledge: The Scientific Dimension of Society. — Cambridge University Press, 1976.
- Ziman J. Reliable Knowledge: an Exploration of the Grounds for Belief in Science. — Cambridge University Press, 1978.
- Ziman J. Models of disorder: The theoretical physics of homogeneously disordered systems. — Cambridge University Press, 1979.
  - Займан Дж. Модели беспорядка: Теоретическая физика однородно неупорядоченных систем. — М.: Мир, 1982.
- Ziman J. Teaching and learning about science and society. — Cambridge University Press, 1980.
- Ziman J., Sieghart P., Humphrey J. The world of science and the rule of law: a study of the observance and violations of the human rights of scientists in the participating states of the Helsinki accords. — Oxford University Press, 1986.
- Ziman J. An Introduction to Science Studies: The Philosophical and Social Aspects of Science and Technology. — Cambridge University Press, 1984.
- Ziman J. Prometheus Bound: Science in a dynamic steady state. — Cambridge University Press, 1994.
- Ziman J. Of one mind: the collectivization of science. — AIP Press, 1995.
- Ziman J. Real Science: What It Is and What It Means. — Cambridge University Press, 2000.

- Ziman J.M. A theory of the electrical properties of liquid metals. I: The monovalent metals // Philosophical Magazine. — 1961. — Vol. 6. — P. 1013-1034. — doi:10.1080/14786436108243361.
- Bradley C.C., Faber T.E., Wilson E.G., Ziman J.M. A theory of the electrical properties of liquid metals. II: Polyvalent metals // Philosophical Magazine. — 1962. — Vol. 7. — P. 865-887. — doi:10.1080/14786436208212676.
- Faber T.E., Ziman J.M. A theory of the electrical properties of liquid metals // Philosophical Magazine. — 1965. — Vol. 11. — P. 153-173. — doi:10.1080/14786436508211931.
- Ziman J.M. The Rutherford Memorial Lecture, 1968: Some problems of the growth and spread of science into developing countries // Proceedings of the Royal Society A. — 1969. — Vol. 311. — P. 349-369. — doi:10.1098/rspa.1969.0122.
- Ziman J.M. Information, Communication, Knowledge // Nature. — 1969. — Vol. 224. — P. 318–324. — doi:10.1038/224318a0.
- Ziman J.M. Review Lecture - Electrons in liquid metals and other disordered systems // Proceedings of the Royal Society A. — 1970. — Vol. 318. — P. 401-420. — doi:10.1098/rspa.1970.0151.
- Ziman J.M. The Bernal Lecture, 1983 - The collectivization of science // Proceedings of the Royal Society B. — 1983. — Vol. 219. — P. 1-19. — doi:10.1098/rspb.1983.0055.
- Ziman J.M. Is science losing its objectivity? // Nature. — 1996. — Vol. 382. — P. 751–754. — doi:10.1038/382751a0.

- Зиман Дж. Электроны в металлах (Введение в теорию поверхностей Ферми) // УФН. — 1962. — Т. 78. — С. 291–306. — doi:10.3367/UFNr.0078.196210c.0291.
- Зиман Дж. Электроны в металлах (Введение в теорию поверхностей Ферми). Часть II. Полосы и зоны // УФН. — 1962. — Т. 78. — С. 679–693. — doi:10.3367/UFNr.0078.196212e.0679.
- Займан Дж. Электроны в металлах (Введение в теорию поверхностей Ферми). Часть III. Динамика блоховских электронов и расчет структуры полос // УФН. — 1963. — Т. 79. — С. 319–332. — doi:10.3367/UFNr.0079.196302e.0319.
- Займан Дж. Электроны в металлах (Введение в теорию поверхностей Ферми). Часть IV. Свойства реальных металлов // УФН. — 1963. — Т. 80. — С. 505–519. — doi:10.3367/UFNr.0080.196307j.0505.
- Займан Дж. Электроны в металлах (Введение в теорию поверхностей Ферми). Часть V. Построение поверхности Ферми // УФН. — 1963. — Т. 80. — С. 665–684. — doi:10.3367/UFNr.0080.196308e.0665.
- Займан Дж. Твердое тело // УФН. — 1969. — Т. 97. — С. 160–168. — doi:10.3367/UFNr.0097.196901h.0160.
- Займан Дж. Информация, связи, знание // УФН. — 1970. — Т. 101. — С. 53–69. — doi:10.3367/UFNr.0101.197005c.0053.